# 世界數學日
世界數學日(World Maths Day, World Math Day) 是一个由在线教育资源提供商 3P Learning 支持，專為5~18歲的學生而創立的網路數學競賽活動。
首届世界数学日于2007年3月14日(圓周率日)舉辦，随后的几年一直在3月的第二个星期三举行。 尽管有这些渊源，但英文短语“World Maths Day”和“World Math Day”是商标，请勿与其他竞赛（例如国际数学奥林匹克）、国际数学日或圓周率日等日子混淆。 2010年，世界数学日为最大的在线数学竞赛创造了吉尼斯世界纪录。
世界数学日由其全球慈善合作伙伴联合国儿童基金会支持。

## 概述
世界数学日的参与者需要参加一些时长为60秒的比赛，该平台很大程度上基于Mathletics中的“ Live Mathletics”。 比赛涉及适合每个年龄段的数学问题，测试学生与全球其他学生竞争答题中的准确度和速度。
将多人在线游戏的各个方面与数学问题相结合的简单但富有创意的想法推动了它在全球的普及。 如今有10个级别。 级别1是10以内的加法，而更高的级别涉及面积、体积的单位转换，在直角坐标系中作图和分解代数表达式等。

## 历史
首届世界数学日于2007年3月13日举行，来自98个国家和地区的287,000名学生回答了38,904,275个问题。 在接下来的几年中，学生人数和参与国一直在稳步增长。
2012年，3P Learning 开发了“世界教育游戏”。来自世界240个国家和地区的590万学生注册参加，其中世界数学日是最大的吸引力。颁奖仪式于2013年3月5日至7日在悉尼歌剧院举行。
2019年世界数学日活动与社交媒体竞赛相结合，鼓励世界各地的学生穿着以数学主题的服装来庆祝节日。参赛作品包括著名的数学家，构成圆周率符号的学生的鸟瞰图以及人体计算器。

## 奖项
世界数学日为参加活动的学生，和在活动中表现出色的学生提供了许多奖项。 此外，每年冠军和世界排名前十的学生都会获得金牌。

## 外部連結
- （英文）World Maths Day
- （英文）官方部落格
- （英文）2010年